# Alan O’Neill
Michael Alan O’Neill (ur. 1970 w Dublinie, zm. 6 czerwca 2018 w Los Angeles) – irlandzki aktor teatralny, filmowy i telewizyjny, występował jako Hugh w 6. i 7. sezonie serialu FX Synowie Anarchii (Sons of Anarchy), a także jako Keith McGrath w irlandzkiej operze mydlanej na kanale RTÉ One Fair City.

## Życiorys
Urodził się w Dublinie, w Irlandii. Jego kariera aktorska rozpoczęła się w latach dziewięćdziesiątych XX wieku. Występował na scenie w przedstawieniach: Tramwaj zwany pożądaniem, Hamlet czy Król Lear.
Jeździł konno, pływał, uprawiał szermierkę i znał sztuki walki. Jego ostatnim filmem fabularnym był Impuls (Urge, 2016) u boku Pierce’a Brosnana.
Chorował przewlekle na serce i był nałogowym palaczem. Od lat zmagał się z uzależnieniem od narkotyków i alkoholu. 6 czerwca 2018 roku zwłoki O’Neilla odkryła jego dziewczyna na korytarzu jego apartamentu w Toluca Lake w Los Angeles. Zmarł w wieku 47 lat.

## Filmografia

### filmy fabularne
- 2007: 32A jako Paddy
- 2012: Kryptonim: Shadow Dancer jako oficer RUC
- 2016: Impuls (Urge) jako kapitan

### seriale TV
- 2001: Rebel Heart jako oficer armii
- 2003: Inspektor Eddie jako policjant
- 2006–2012: Fair City jako Keith McGrath
- 2013–2014: Synowie Anarchii jako Hugh